# چشمه کناری
اولاد علی مومن روستایی از توابع پشت کوه رستم منطقه قشلاقی یکی از طوایف بویراحمد به ناماولاد علی مومنمی باشد

## جمعیت
این روستا در دهستان رستم یک قرار دارد و براساس سرشماری مرکز آمار ایران در سال ۱۳۸۵، جمعیت آن ۵۰ نفر (۱۱خانوار) بوده‌است.